# Clarks
C. & J. Clark International Ltd, con el nombre comercial de Clarks, es un fabricante y minorista internacional de calzado con sede en Reino Unido. Fue fundada en 1825 por los hermanos Cyrus y James Clark en Street, Somerset, Inglaterra, lugar donde todavía tiene su sede. La compañía tiene más de 1000 tiendas bajo su marca y franquicias en todo el mundo y también vende a través de la distribución a terceros.
Es propiedad en un 84% de la familia Clark, mientras que el 16% restante está en manos de empleados e instituciones relacionadas.
La empresa es famosa por sus botas del desierto, una bota de tobillo con suela de goma crepe, normalmente hecha de ante de ternera tradicionalmente suministrada por la tenería Charles F Stead & Co en Leeds. Lanzada oficialmente en 1950, la bota del desierto fue diseñada por Nathan Clark (bisnieto de James Clark) a partir de un perfil de bota de ante sin forro producido en los bazares de El Cairo y llevado por oficiales británicos en la Segunda Guerra Mundial.